# Буре вугілля

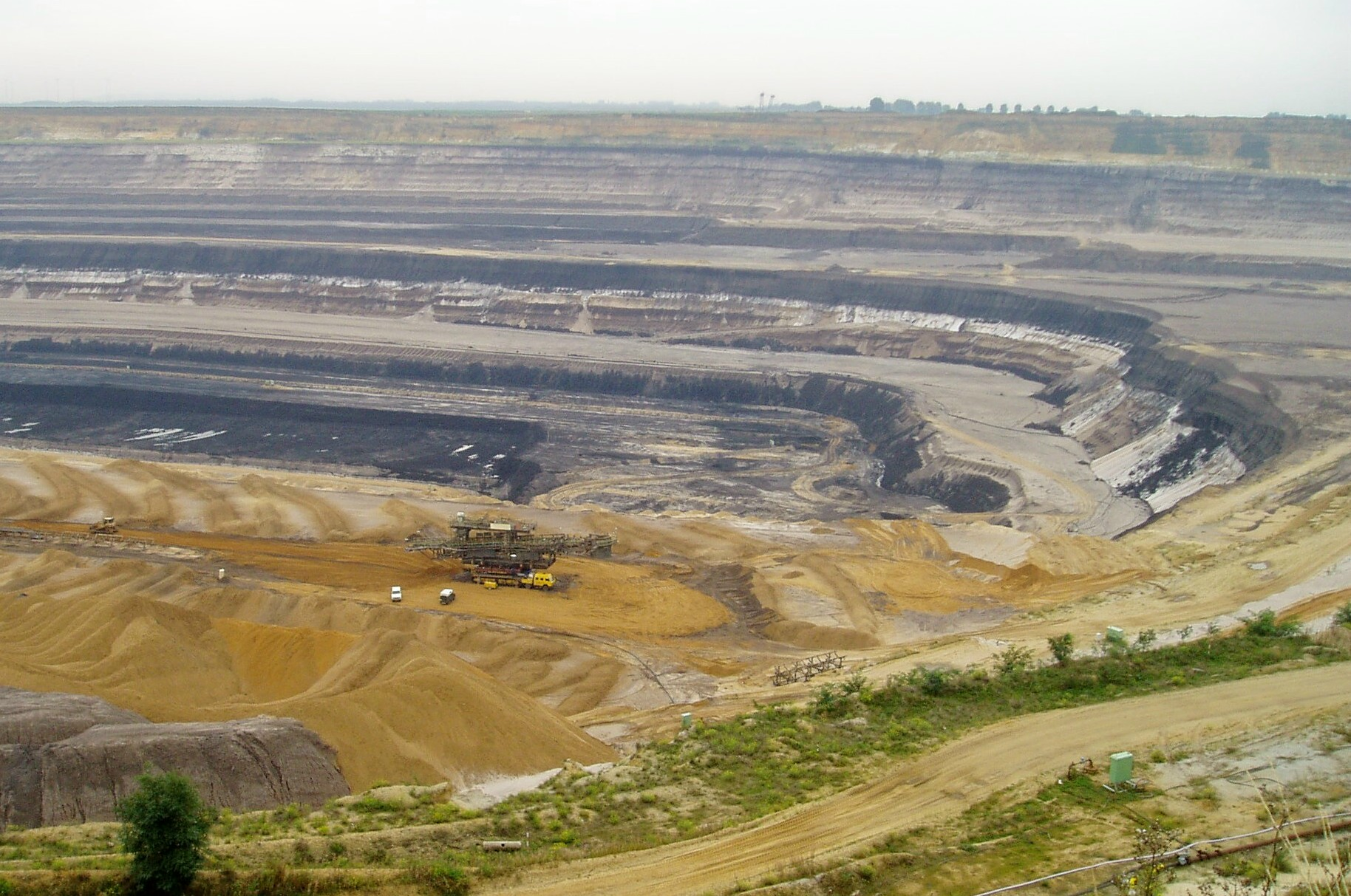
Видобування бурого вугілля відкритим способом. Німеччина.

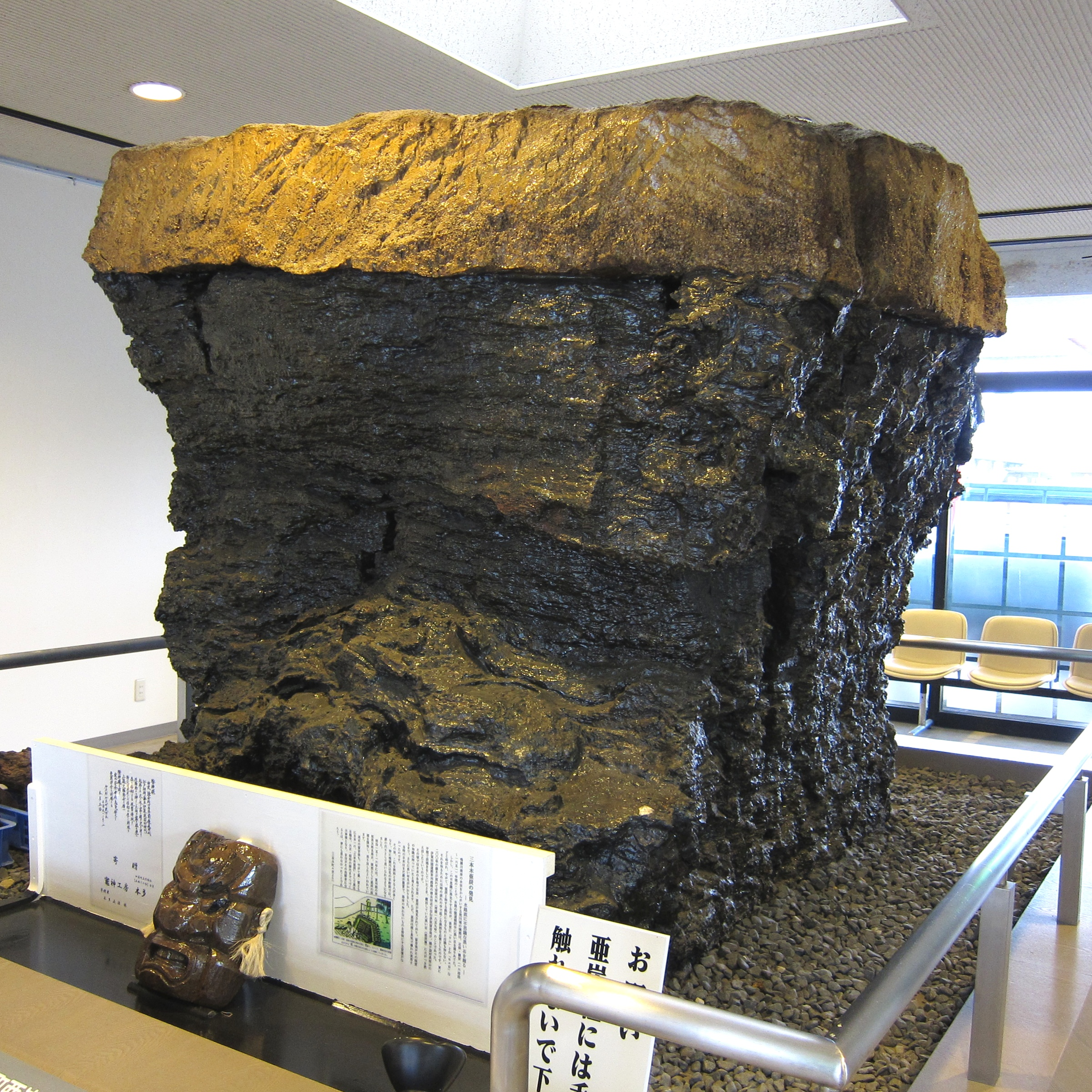
10-тонний шматок бурого вугілля в Музеї бурого вугілля, Японія.

Бу́ре вугі́лля (чорний лігні́т; англ. brown coal, нім. Braunkohle) — вугілля з низьким ступенем вуглефікації, що зберігає анатомічну структуру рослинної речовини, з якої воно утворилося, з вищою теплотою згоряння менше 5 700 ккал/кг (23 860 кДж/кг), розрахованою для беззольної та вологої маси з коефіцієнтом відбиття вітриніту менше 0,6.

## Загальна характеристика
Буре вугілля — тверда горюча корисна копалина, вуглефікаційного ряду вугілля викопного, гіпотетично — перехідна форма від торфу до вугілля кам'яного. Колір від світло-бурого до чорного. Теплота згоряння горючої маси 24-31 МДж/кг. Має малу твердість, значну гігроскопічність. За речовинним складом належить до гуматів. Сапропеліти і перехідні гумусово-сапропелеві відміни мають підлегле значення і зустрічаються у вигляді прошарків у пластах, складених гумітами. Більшість різновидів бурого вугілля складається з мікрокомпонентів групи вітриніту (80-98 %) і тільки в юрському бурому вугіллі Середньої Азії переважають мікрокомпоненти групи фюзиніту (45-82 %); для нижньокарбонового бурого вугілля характерний високий вміст лейптиніту.

## Класифікація
Розрізняють:
- м'яке буре вугілля (іноді називають лігнітом) з вмістом вуглецю в органічній речовині 63-71 % і вологістю 40-60 %
- щільне буре вугілля з вмістом вологи 17-40 %.

За деякими класифікаціями буре вугілля поділяють залежно від стадії метаморфізму (вуглефікації) на три категорії: О1, О2 і О3 і класи 01, 02, 03. Основою такого розподілу прийнята відбивна здатність вітриніту в маслі Rо; величина її, що нормується для стадії О1, — менша за 0,30; О2 — 0,30-0,39; О3 — 0,40-0,49. Промисловими класифікаціями буре вугілля за вологістю робочого палива (Wr) поділяється на три технологічні групи: Б1, Б2, Б3 з Wr(%) відповідно: 40-58; 30-40; 19-30.
- За міжнародною класифікацією, прийнятою Європейською економічною комісією (1957), буре вугілля поділяють на шість класів за вологістю (до 20; 20-30; 30-40; 40-50; 50-60; 70), і п'ять груп за виходом смол напівкоксування.

- За класифікацією США бурому вугіллю відповідає суббітумінозне вугілля В і С, лігніти А і В.

Буре вугілля України поділяють:
- за виходом первинної смоли напівкоксування на чотири групи (Tdaf
sk понад 25 %; 20-25 %; 15-20 %; 15 % і менше),
- за питомою теплотою згоряння — на чотири підгрупи (Qdaf
s понад 31,5; 31-31,5; 29-31 і менше 26 МДж/кг).

З підвищенням ступеня метаморфізму у бурому вугіллі підвищуються вміст вуглецю, питома теплота згоряння, знижується вміст кисню. Для бурого вугілля характерний підвищений вміст фенольних, карбоксильних і гідроксильних груп, наявність вільних гумінових кислот, вміст яких знижується з підвищенням ступеня метаморфізму від 64 до 2-3 % і смол від 25 до 5 %.

## Поклади
Найбільші басейни і родовища характерні для мезозойсько-кайнозойських відкладів. Винятком є буре вугілля Східно-Європейської платформи (Підмосковний басейн). У Європі поклади бурого вугілля пов'язані майже винятково з відкладами неоген-палеогенової доби, в Азії — переважно юрської, меншою мірою крейдової і палеоген-неогенової, на інших континентах — крейдової і палеоген-неогенової доби. В Україні основні його запаси приурочені до палеогенових відкладів. Значна частина бурого вугілля залягає на невеликих глибинах у вугільних пластах (покладах) потужністю 10-60 м, що дозволяє відпрацьовувати їх відкритим способом. В окремих родовищах потужність покладів 100–200 м. Загальні світові ресурси оцінюються (до глибини 600 м) у 4,9 трлн тонн (1981). Світові запаси підраховані в кількості 1,3 трлн тонн. Основні запаси зосереджені в Росії, США, Україні, Німеччині, Польщі, Чехії, Австралії. В Україні поклади бурого вугілля зосереджені в Дніпровському буровугільному басейні, на Закарпатті, Прикарпатті, Придністров'ї. У структурі балансових запасів вугілля України буре вугілля становить 6,6 %. Світовий видобуток — 950 млн тонн на рік. Основні вугледобувні країни: ФРН (258 млн т), Чехія (95), США (45), Польща (37), Австралія (33). Буре вугілля використовують переважно для спалення на ТЕС, як побутове паливо, в менших масштабах — для брикетування, газифікації, виробництва вуглелужних реагентів та монтан-воску. У Німеччині буре вугілля використовується для одержання металургійного коксу (коксобрикетів). Перспективне скраплення бурого вугілля, його комплексна переробка.

## Землисте (м'яке) буре вугілля
У природному стані землисте буре вугілля сильно обводнене (вологість 35-65 %) і при зберіганні в природних умовах поволі втрачає вологу до її вмісту 15–25 %. Свіжовидобуте землисте буре вугілля є зовні однорідною зернистою грудкуватою бурою масою. Грудки підсушеного вугілля легко роздавлюються і розтираються рукою на дрібні крихти. Дійсна густина землистого бурого вугілля коливається від 1,2 до 1,35·103 кг/м³.

## Щільне буре вугілля
Щільне буре вугілля зустрічається у вигляді блискучих, матових і смужкуватих різновидів. Блискуче щільне буре вугілля містить, в порівнянні із землистим, менше вологи (7–12 %) і зовні має велику схожість з кам'яним вугіллям, унаслідок чорного кольору, характерного блиску і значної механічної міцності і твердості. Дійсна густина цього вугілля коливається в межах (1,25-1,30)·103 кг/м³.

## Видобування бурого вугілля

Видобуток та імпорт бурого і кам'яного вугілля у країнах Європи

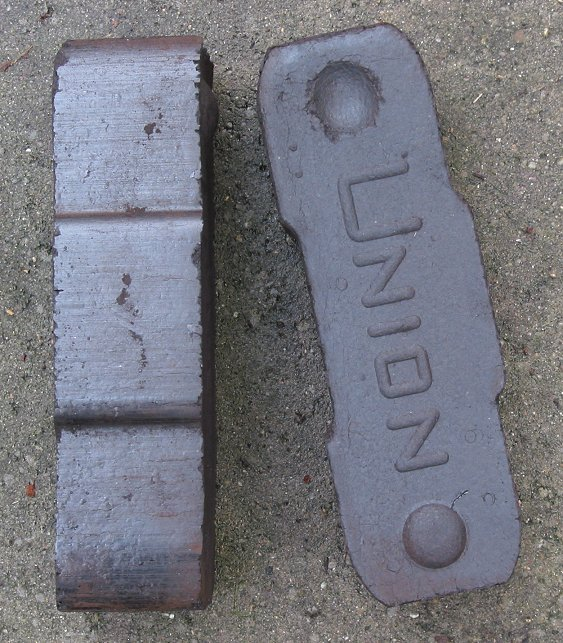
Буровугільні брикети

| Країна         | 1970    | 1980      | 1990      | 2000    | 2001    |
| -------------- | ------- | --------- | --------- | ------- | ------- |
| Німеччина      | 369 300 | 388 000   | 356 500   | 167 700 | 175 400 |
| Росія          | 127 000 | 141 000   | 137 300   | 86 400  | 83 200  |
| США            | 5 400   | 42 300    | 82 600    | 83 500  | 80 500  |
| Австралія      | 24 200  | 32 900    | 46 000    | 65 000  | 67 800  |
| Греція         | 8 100   | 23 200    | 51 700    | 63 300  | 67 000  |
| Індія          | 24      | 24        | 24        | 24      | 24      |
| Польща         | 32 800  | 36 900    | 67 600    | 61 300  | 59 500  |
| Туреччина      | 4 400   | 15 000    | 43 800    | 63 000  | 57 200  |
| Чехія          | 67 000  | 87 000    | 71 000    | 50 100  | 50 700  |
| Китай          | 13 000  | 22 000    | 38 000    | 40 000  | 47 000  |
| Румунія        | 14 100  | 27 100    | 33 500    | 17 900  | 29 800  |
| Північна Корея | 5 700   | 10 000    | 10 000    | 26 000  | 26 500  |
| Разом          | 804 000 | 1 028 000 | 1 214 000 | 877 400 | 894 800 |

Таблиця — Відмінності між торфом і бурим вугіллям
| Показник                   | Торф           | Буре вугілля    |
| Вміст вологи,%             | > 75           | < 75            |
| Вміст вуглецю (Сdaf)%      | переважно < 60 | переважно > 60  |
| Наявність вільної целюлози | є              | відсутня        |
| Здатність розрізатися      | розрізається   | не розрізається |

## Продукція
Буровугільні брикети — твердий продукт, одержаний в результаті пресування при високому тиску подрібненого і висушеного бурого вугілля без додавання скріплюючих речовин.